# Adrián Luna
Adrián Luna (Tacuarembó, Uruguai, 12 d'abril de 1992) és un futbolista uruguaià que juga com a davanter.

## Trajectòria
El 23 de maig de 2011 es va fer oficial el seu traspàs a l'Espanyol per una mica menys d'1 milió d'euros, en el qual seria la seva arribada al futbol europeu, el mateix dia que l'Espanyol anunciava la baixa de José Callejón al Reial Madrid i el fitxatge del compatriota d'Adrían Luna, Juan Ángel Albín Leites, procedent del Getafe CF. Després de la seva incorporació a l'espanyol, seria cedit al Nàstic.
Després de mitja temporada cedit al Gimnàstic de Tarragona on va jugar 18 partits, la majoria sortint des de la banqueta, al mercat d'hivern 2012 va demanar anar fins al Centre d'Esports Sabadell. El 2013 va tornar al Defensor Sporting de l'Uruguai.

## Internacional
L'any 2009 va participar en el Campionat Sud-americà Sub-17 de 2009 de Xile, aquest mateix any va jugar amb la selecció Sub-17 del seu país al mundial de la categoria Nigèria 2009 convertint gols similars als d'Algèria i a la d'Espanya. Dos anys més tard disputa amb la Selecció uruguaia Sub-20 el Campionat Sud-americà Sub-20 de 2011 on va convertir 3 gols, dos a Xile (un a la primera fase i l'altre a la fase final) i un a Colòmbia a la fase final.
Va disputar el Mundial sub-20, a Colòmbia, on va marcar un gol contra Nova Zelanda.